# Lac Lichen (rivière Opawica)
Pour les articles homonymes, voir Lichen (homonymie).
Le lac Lichen est un plan d'eau douce traversé par la rivière Opawica dans la partie Sud-Est du territoire de Eeyou Istchee Baie-James (municipalité), en Jamésie, dans la région administrative du Nord-du-Québec, dans la province de Québec, au Canada. Ce lac s’étend dans les cantons de La Ronde, de Marin, de Margry, de Lespérance, de Lesueur et de Le Tac.
La foresterie constitue la principale activité économique du secteur. Les activités récréotouristiques arrivent en second, grâce à un plan d’eau navigable d’une longueur de 30,0 km d’une extrémité à l’autre du lac Lichen, plus une extension de 31,5 km avec le lac Wachigabau. Le lac Lichen est formé par un élargissement de la rivière Opawica et s’intègre au lac Wachigabau lequel comporte un barrage aménagé à son embouchure.
La partie Nord-Ouest du bassin versant du lac Lichen est accessible grâce à la route forestière route 113 passant au Nord-Ouest du lac Opawica et reliant Chibougamau à Lebel-sur-Quévillon. Le côté Nord du lac est accessible grâce au chemin de fer du Canadien National qui passe sur une bande de terre entre les lacs Opawica et Wachigabau.
La surface du lac Lichen est habituellement gelée du début novembre à la mi-mai, toutefois la circulation sécuritaire sur la glace se fait généralement de la mi-novembre à la mi-avril.

## Géographie
Formé par un élargissement de la rivière Opawica, ce lac comporte une longueur de 30,0 km, une largeur maximale de 1,9 km et une altitude de 302 m. La forme du lac ressemble à un grand Z renversé et couché sur le côté. La partie Sud-Ouest du lac comporte une extension de 7,7 km où se déverse la décharge du lac Céré.
Le lac Lichen est surtout alimenté par :
- la rivière Opawica (venant du Nord-Est), soit la décharge du lac Lessard qui est à 2 m plus haut, et
- la rivière Nicobi (venant du Sud).

La rivière Opawica venant de l’Est traverse d’abord les lacs Lichen et Wachigabau avant de se déverser dans le lac Opawica via deux points d’entrée lesquels sont situés à chaque extrémité de l’île au Goéland (longueur :5,1 km ; largeur : 1,5 km). Cette île et les deux presqu’îles (l’une se prolongeant vers l’Ouest sur 3,3 km à partir de la rive Est ; et l’autre venant de l’Ouest s’étirant sur 6,2 km) forment une bande de terre de 14,6 km en longueur que parcourt sur toute sa longueur le chemin de fer du Canadien National.
L’embouchure de ce lac Lichen est localisé au Nord de la partie Ouest du lac, dans le canton de Lespérance, soit à :
- 15,3 km au Sud-Ouest de l’embouchure du lac Wachigabau ;
- 25,6 km au Sud-Est de l’embouchure de la rivière Opawica ;
- 26,8 km au Sud-Est du centre du village de Waswanipi ;
- 81,2 km au Sud-Est de l’embouchure du lac au Goéland (rivière Waswanipi) ;
- 293 km au Sud-Est de l’embouchure de la rivière Nottaway ;
- 125 km à l’Est du centre-ville de Matagami ;
- 127 km au Sud-Ouest du centre-ville de Chibougamau[1].

Les principaux bassins versants voisins du lac Lichen sont :
- côté Nord : lac Wachigabau, lac Opawica, rivière Opawica, rivière Chibougamau, rivière Waswanipi ;
- côté Est : rivière Opawica, ruisseau Germain, lac Germain, lac Lessard, lac Doda ;
- côté Sud : ruisseau Margry, lac Margry, rivière Nicobi, lac Nicobi, rivière Pierrefonds ;
- côté Ouest : lac Wachigabau, ruisseau Auger, rivière Bachelor, lac Waswanipi, lac Pusticamica.

À partir du barrage à l’embouchure du lac Opawica, le cours de la rivière Opawica coule sur 14 km d’abord vers le Nord-Est jusqu’à un coude de rivière, puis vers le Nord-Ouest jusqu’à sa confluence avec la rivière Chibougamau. Ce point de confluence de ces deux rivières devient la tête de la rivière Waswanipi.

## Toponymie
Le lichen constitue une matière végétale poussant dans les milieux nordiques ou semi-nordiques. Cette plante est prisée des grands mammifères (notamment les caribous) est résistante malgré de mauvaises conditions climatiques. Les noms de plantes sont souvent utilisés en Amérique du Nord.
Le toponyme "lac Lichen" a été officialisé le 5 décembre 1968 par la Commission de toponymie du Québec.